# Amsterdam Swim Cup 2013
De Amsterdam Swim Cup 2013 was een internationale zwemwedstrijd die gehouden werd op 7 en 8 december 2013 in het Sloterparkbad in Amsterdam. De wedstrijden vonden plaats in een 50 meterbad. Deze wedstrijd vormt samen met de wereldkampioenschappen zwemmen 2013 en de Swim Cup Eindhoven 2014 het kwalificatietraject voor de Nederlandse zwemmers richting de Europese kampioenschappen zwemmen 2014 in Berlijn.

## Wedstrijdschema
Hieronder het geplande tijdschema van de wedstrijd, alle aangegeven tijdstippen zijn Midden-Europese Tijd.
| Zaterdag 07/12 | Zondag 08/12 |
| --- | --- |
| Series - vanaf 9:00 uur | |
| 50m vlinder vrouwen 50m vrij mannen 50m school vrouwen 50m rug mannen 200m wissel vrouwen 400m wissel mannen 400m vrij vrouwen 100m vlinder mannen 200m vlinder vrouwen 200m rug mannen 100m rug vrouwen 100m school mannen 200m school vrouwen 200m vrij mannen 100m vrij vrouwen | 50m vlinder mannen 50m vrij vrouwen 50m school mannen 50m rug vrouwen 200m wissel mannen 400m wissel vrouwen 400m vrij mannen 100m vlinder vrouwen 200m vlinder mannen 200m rug vrouwen 100m rug mannen 100m school vrouwen 200m school mannen 200m vrij vrouwen 100m vrij mannen |
| Finales - vanaf 16:00 uur | |
| 50m vlinder vrouwen 50m vrij mannen 50m school vrouwen 50m rug mannen 200m wissel vrouwen 400m wissel mannen 400m vrij vrouwen 100m vlinder mannen 200m vlinder vrouwen 200m rug mannen 100m rug vrouwen 100m school mannen 200m school vrouwen 200m vrij mannen 100m vrij vrouwen | 50m vlinder mannen 50m vrij vrouwen 50m school mannen 50m rug vrouwen 200m wissel mannen 400m wissel vrouwen 400m vrij mannen 100m vlinder vrouwen 200m vlinder mannen 200m rug vrouwen 100m rug mannen 100m school vrouwen 200m school mannen 200m vrij vrouwen 100m vrij mannen |

## EK-kwalificatie
De technisch directeur van de KNZB, Jacco Verhaeren, stelde onderstaande limieten vast voor deelname aan de Europese kampioenschappen van 2014 in Berlijn, Duitsland. Zes zwemmers zijn op basis van hun prestaties op de wereldkampioenschappen van 2013 al genomineerd. Voor estafettes geldt dat de technisch directeur van de KNZB zal beoordelen of een ploeg voldoende niveau heeft voor deelname.

### Limieten

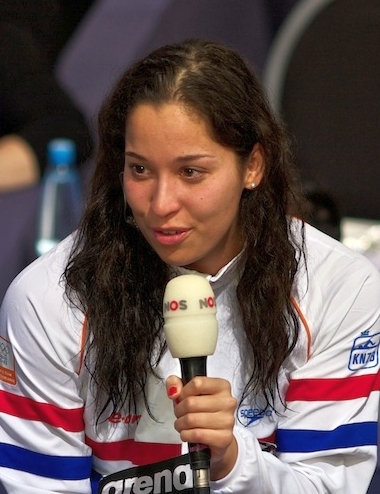
Olympisch- en wereldkampioene Ranomi Kromowidjojo is al genomineerd.

| Onderdeel        | Mannen   | Vrouwen  |
| ---------------- | -------- | -------- |
| 50m vrije slag   | 22,19    | 25,23    |
| 100m vrije slag  | 49,34    | 54,93    |
| 200m vrije slag  | 1.48,12  | 1.59,21  |
| 400m vrije slag  | 3.51,80  | 4.12,24  |
| 800m vrije slag  | 7.55,63  | 8.40,99  |
| 1500m vrije slag | 15.16,77 | 16.15,67 |
| 50m rugslag      | 24,95    | 28,25    |
| 100m rugslag     | 54,73    | 1.01,22  |
| 200m rugslag     | 1.59,95  | 2.12,10  |
| 50m schoolslag   | 27,47    | 30,83    |
| 100m schoolslag  | 1.01,01  | 1.08,46  |
| 200m schoolslag  | 2.11,98  | 2.28,57  |
| 50m vlinderslag  | 23,21    | 25,94    |
| 100m vlinderslag | 52,52    | 58,89    |
| 200m vlinderslag | 1.57,75  | 2.12,14  |
| 200m wisselslag  | 2.00,71  | 2.14,28  |
| 400m wisselslag  | 4.19,21  | 4.47,14  |

### Gekwalificeerden
Mannen
| Zwemmer               | Afstand(en)             |
| --------------------- | ----------------------- |
| Bastiaan Lijesen      | 50m en 100m rugslag     |
| Sebastiaan Verschuren | 100m en 200m vrije slag |

Vrouwen
| Zwemster            | Afstand(en)                             |
| ------------------- | --------------------------------------- |
| Inge Dekker         | 50m vlinderslag                         |
| Femke Heemskerk     | 50m, 100m en 200m vrije slag            |
| Ranomi Kromowidjojo | 50m en 100m vrije slag, 50m vlinderslag |
| Moniek Nijhuis      | 50m en 100m schoolslag                  |

### Limieten behaald tijdens Swim Cup
| Datum      | Naam                 | Onderdeel            | Tijd     |
| ---------- | -------------------- | -------------------- | -------- |
| 7 december | Ferry Weertman       | 1500m vrije slag (m) | 15.15,74 |
| 7 december | Inge Dekker          | 100m vrije slag (v)  | 54,68    |
| 7 december | Maud van der Meer    | 100m vrije slag (v)  | 54,90    |
| 8 december | Ferry Weertman       | 400m vrije slag (m)  | 3.50,39  |
| 8 december | Wendy van der Zanden | 400m wisselslag (v)  | 4.45,85  |

## Medailles

### Legenda
- WR = Wereldrecord
- ER = Europees record
- NR = Nederlands record
- (Q) = Voldaan aan de EK-limiet

### Mannen
| Onderdeel   | Goud                                 | Goud        | Zilver                          | Zilver  | Brons                             | Brons           |
| ----------- | ------------------------------------ | ----------- | ------------------------------- | ------- | --------------------------------- | --------------- |
| Vrije slag  |                                      |             |                                 |         |                                   |                 |
| 50 m        | Jasper van Mierlo Nederland          | 22,64       | Sebastiaan Verschuren Nederland | 22,97   | Jeroen Baars Nederland            | 23,15           |
| 100 m       | Sebastiaan Verschuren Nederland      | 49,25       | Kyle Stolk Nederland            | 50,43   | Joost Reijns Nederland            | 50,93           |
| 200 m       | Sebastiaan Verschuren Nederland      | 1.48,03     | Dion Dreesens Nederland         | 1.48,92 | Kyle Stolk Nederland              | 1.50,54         |
| 400 m       | Ferry Weertman Nederland             | 3.50,39 (Q) | Dion Dreesens Nederland         | 3.54,88 | Lewis Smith Verenigd Koninkrijk   | 4.03,75         |
| Rugslag     |                                      |             |                                 |         |                                   |                 |
| 50 m        | Bastiaan Lijesen Nederland           | 25,37       | Laurent Bams Nederland          | 25,91   | Niet uitgereikt                   | Niet uitgereikt |
| 50 m        | Bastiaan Lijesen Nederland           | 25,37       | Jonatan Kopelev Israël          | 25,91   | Niet uitgereikt                   | Niet uitgereikt |
| 100 m       | Bastiaan Lijesen Nederland           | 54,77       | Laurent Bams Nederland          | 56,00   | David Gamburg Israël              | 56,14           |
| 200 m       | Charlie Boldison Verenigd Koninkrijk | 2.06,71     | Ensger Kotterink Nederland      | 2.08,62 | Perry Gardner Verenigd Koninkrijk | 2.08,73         |
| Schoolslag  |                                      |             |                                 |         |                                   |                 |
| 50 m        | Ross Murdoch Verenigd Koninkrijk     | 27,86       | Yaron Shagalov Israël           | 28,67   | Roy Smeenge Nederland             | 29,21           |
| 100 m       | Ross Murdoch Verenigd Koninkrijk     | 1.00,40     | Bram Dekker Nederland           | 1.01,78 | Sébas van Lith Nederland          | 1.03,30         |
| 200 m       | Ross Murdoch Verenigd Koninkrijk     | 2.14,29     | Lucas Greven Nederland          | 2.17,66 | Jacques Läuffer Zwitserland       | 2.19,42         |
| Vlinderslag |                                      |             |                                 |         |                                   |                 |
| 50 m        | Ruben Klinkers Nederland             | 24,41       | Jeroen Baars Nederland          | 25,09   | David Gamburg Israël              | 25,20           |
| 100 m       | Mike Marissen Nederland              | 54,63       | Jeroen Baars Nederland          | 55,79   | David Gamburg Israël              | 56,00           |
| 200 m       | Lewis Smith Verenigd Koninkrijk      | 2.04,92     | Ryan Brown Verenigd Koninkrijk  | 2.07,46 | Tim Slanschek Zwitserland         | 2.11,19         |
| Wisselslag  |                                      |             |                                 |         |                                   |                 |
| 200 m       | Sébas van Lith Nederland             | 2.02,62     | Mike Marissen Nederland         | 2.03,71 | Lucas Greven Nederland            | 2.05,24         |
| 400 m       | Lewis Smith Verenigd Koninkrijk      | 4.27,20     | Jacques Läuffer Zwitserland     | 4.31,09 | Arjan Knipping Nederland          | 4.32,97         |

### Vrouwen
| Onderdeel   | Goud                               | Goud    | Zilver                             | Zilver  | Brons                             | Brons       |
| ----------- | ---------------------------------- | ------- | ---------------------------------- | ------- | --------------------------------- | ----------- |
| Vrije slag  |                                    |         |                                    |         |                                   |             |
| 50 m        | Ranomi Kromowidjojo Nederland      | 24,20   | Maud van der Meer Nederland        | 25,48   | Tamara van Vliet Nederland        | 25,60       |
| 100 m       | Ranomi Kromowidjojo Nederland      | 54,08   | Femke Heemskerk Nederland          | 54,33   | Maud van der Meer Nederland       | 55,00       |
| 200 m       | Femke Heemskerk Nederland          | 1.57,24 | Rieneke Terink Nederland           | 2.00,69 | Esmee Vermeulen Nederland         | 2.01,32     |
| 400 m       | Hannah Miley Verenigd Koninkrijk   | 4.10,91 | Aimee Willmott Verenigd Koninkrijk | 4.11,17 | Rieneke Terink Nederland          | 4.15,28     |
| Rugslag     |                                    |         |                                    |         |                                   |             |
| 50 m        | Maaike de Waard Nederland          | 28,79   | Esmee Bos Nederland                | 29,86   | Lucy Hope Verenigd Koninkrijk     | 29,89       |
| 100 m       | Maaike de Waard Nederland          | 1.02,34 | Annemarie Worst Nederland          | 1.02,85 | Lucy Hope Verenigd Koninkrijk     | 1.03,37     |
| 200 m       | Aimee Willmott Verenigd Koninkrijk | 2.13,33 | Annemarie Worst Nederland          | 2.13,78 | Hannah Miley Verenigd Koninkrijk  | 2.16,57     |
| Schoolslag  |                                    |         |                                    |         |                                   |             |
| 50 m        | Anouk Elzerman Nederland           | 32,03   | Corrie Scott Verenigd Koninkrijk   | 32,20   | Rafaëlla van Nee Nederland        | 33,07       |
| 100 m       | Corrie Scott Verenigd Koninkrijk   | 1.10,60 | Kerry Buchan Verenigd Koninkrijk   | 1.11,85 | Lisa Mamié Zwitserland            | 1.12,07     |
| 200 m       | Aimee Willmott Verenigd Koninkrijk | 2.31,37 | Kerry Buchan Verenigd Koninkrijk   | 2.35,36 | Sara Xenia Staudinger Zwitserland | 2.37,92     |
| Vlinderslag |                                    |         |                                    |         |                                   |             |
| 50 m        | Inge Dekker Nederland              | 25,97   | Elinore de Jong Nederland          | 27,03   | Kim Busch Nederland               | 27,58       |
| 100 m       | Elinore de Jong Nederland          | 1.00,34 | Aimee Willmott Verenigd Koninkrijk | 1.01,33 | Hannah Miley Verenigd Koninkrijk  | 1.01,56     |
| 200 m       | Aimee Willmott Verenigd Koninkrijk | 2.10,30 | Hannah Miley Verenigd Koninkrijk   | 2.11,01 | Meg Finnon Verenigd Koninkrijk    | 2.21,39     |
| Wisselslag  |                                    |         |                                    |         |                                   |             |
| 200 m       | Hannah Miley Verenigd Koninkrijk   | 2.13,69 | Wendy van der Zanden Nederland     | 2.14,74 | Marjolein Delno Nederland         | 2.19,02     |
| 400 m       | Aimee Willmott Verenigd Koninkrijk | 4.34,95 | Hannah Miley Verenigd Koninkrijk   | 4.36,89 | Wendy van der Zanden Nederland    | 4.45,85 (Q) |